# Monaster Starčeva Gorica
Monaster Starčeva Gorica – męski prawosławny klasztor położony na wyspie Starčevo na Jeziorze Szkoderskim, w jego zachodniej części.
Jest to jeden z najstarszych monasterów w tym regionie Czarnogóry. Jego nazwa (w języku polskim Górka starca) pochodzi od mnicha Makarego, który prowadził na wyspie życie pustelnicze, inicjując tym samym powstanie monasteru. Główna cerkiew w kompleksie klasztornym została wzniesiona w 1378 i pierwotnie nosiła wezwanie Zaśnięcia Matki Bożej. Obecnie (2010) patronką świątyni jest ikona Matki Bożej „Życiodajne Źródło”. Cerkiew ta zbudowana jest na planie trójkonchowym Oprócz cerkwi w skład kompleksu klasztornego wchodzą budynki mieszkalne oraz cmentarz mnichów, na którym został pochowany również Božidar Vuković z żoną.
Monaster został reaktywowany na pocz. XXI wieku po kilku dziesięcioleciach porzucenia. W 2010 zamieszkiwał go jeden mnich.